# خفگی (فیلم ۲۰۰۸)
خفگی (به انگلیسی: Choke) یک فیلم کمدی سیاه آمریکایی محصول سال ۲۰۰۸ به نویسندگی و کارگردانی کلارک گرگ با بازی سم راکول و آنجلیکا هیوستون است. فیلمبرداری در سال ۲۰۰۷ در نیوجرسی انجام شد. این فیلم برای نخستین بار در جشنواره فیلم ساندنس ۲۰۰۸ به نمایش درآمد و توسط سرچلایت پیکچرز برای توزیع خریداری شد. این فیلم در ۲۶ سپتامبر ۲۰۰۸ و دی‌وی‌دی در ۱۷ فوریه ۲۰۰۹ منتشر شد.
خفگی بر اساس رمانی به همین نام اثر چاک پالانیک در سال ۲۰۰۱ ساخته شده‌است. داستان مردی را روایت می‌کند که شغل ساده‌ای دارد، و در جلسات ترک اعتیاد جنسی شرکت می‌کند و عمداً در رستوران‌های مجلل خودش را به خفگی می‌زند تا «نجات‌دهنده» او از روی همدردی به او پولی بدهد و در نتیجه هزینه‌های بیمارستان بیماری آلزایمر مادرش را پوشش دهد.

## داستان
ویکتور مانچینی یک معتاد به سکس است. او با بهترین دوست خود، دنی، که او نیز یک معتاد جنسی اصلاح شده است، کار می‌کند. ویکتور برای حمایت از مادر بستری خود، آیدا، با خفگی عمدی در رستوران‌ها برای گرفتن پول از امدادگرانش، خودش را به خطر می‌اندازد.
هنگامی که او یک روز به ملاقات مادرش می‌رود، با دکتر پیج مارشال ملاقات می‌کند که از او مراقبت می‌کند. او به ویکتور می‌گوید که وضعیت مادرش رو به وخامت است و آنها می‌توانند یک روش آزمایشی سلول‌های بنیادی را امتحان کنند که نیاز به برداشت سلول‌ها از بند ناف یک نوزاد تازه متولد شده با ژن‌های ویکتور دارد. او ویکتور را متقاعد می‌کند که با او رابطه جنسی داشته باشد تا بتواند فرزندش را به دنیا بیاورد و مادرش را نجات دهد.
ویکتور هرگز پدرش را نمی‌شناخت و او از دنی می خواهد که در نقش او قرار بگیرد و از او سوال بپرسد. دنی موافقت می‌کند و فاش می‌کند که مادر ویکتور یک دفتر خاطرات داشته است. ویکتور آن را پیدا می‌کند، اما به زبان ایتالیایی است. پیج به ویکتور می‌گوید که می‌تواند ایتالیایی بخواند و موافقت می‌کند که دفتر خاطرات را ترجمه کند.
ویکتور و پیج چندین بار تلاش می‌کنند رابطه جنسی داشته باشند، اما ویکتور نمی‌تواند نعوظ را حفظ کند. ویکتور پس از گفتگو با دنی متوجه می‌شود که پیج را دوست دارد. سپس به او فاش می‌کند که احتمالاً مادرش از ایتالیا فرار کرده است، زیرا او پوست ختنه‌گاه عیسی را دزدیده و از سلول‌های آن برای باردار شدن ویکتور استفاده کرده است. او تمایلی به باور ندارد، اما در نهایت، ادعای پیج را می‌پذیرد. با این حال، مادرش در نهایت او را می‌شناسد و به او می‌گوید که او را در کودکی دزدیده است و او نمی‌داند والدین او چه کسانی هستند. همانطور که او این را به او می‌گوید، او به پودینگ شکلاتی به او غذا می‌دهد و به طور تصادفی او را خفه می‌کند. در حالی که پیج سعی می‌کند مادر ویکتور را احیا کند، یک نوار مخفی دور مچ دست او به چشم ویکتور می‌افتد و نشان می‌دهد که او یک بیمار در بیمارستان است، نه یک پزشک. پیج سپس فاش می‌کند که سال‌ها پیش در یک حالت کاتاتونیک در بیمارستان بستری شد و از طریق داستان‌هایی که مادرش درباره ویکتور به او گفت عاشق ویکتور شد. از آنجایی که او یک دانشجوی پیشین پزشکی بود، پرستاران به او اجازه دادند کت سفید بپوشد، زیرا او را آرام می‌کرد. پیج، یک بیمار داوطلبانه، بدون خداحافظی با ویکتور، خود را چک می‌کند. ویکتور پس از تشییع جنازه مادرش سوار هواپیما می‌شود. او به حمام می‌رود و در باز می‌شود تا پیج به او ملحق شود.

## بازخوردها
این فیلم نقدهای متفاوتی از سوی منتقدان دریافت کرد. تا دسامبر ۲۰۲۱، وب‌سایت جمع‌آوری نقد راتن تومیتوز بر اساس رای ۱۴۴ نقد، با میانگین امتیاز ۵٫۷ از ۱۰، این فیلم را، تا ۵۶ درصد تأیید می‌کند. در متاکریتیک بر اساس رای ۲۷ منتقد، میانگین امتیاز ۴۷ از ۱۰۰ را به فیلم می‌دهد که نشان‌دهنده نقدهای ترکیبی یا متوسط است.